# 존 C. 라일리
존 크리스토퍼 라일리(John Christopher Reilly, 1965년 5월 24일 ~ )는 미국의 배우이다.

## 출연 작품
- 매그놀리아
- 주먹왕 랄프(랄프 영어 목소리)
- 더 랍스터
- 시카고
- 퍼펙트 스톰
- 가디언즈 오브 갤럭시
- 길버트 그레이프
- 테일 오브 테일즈
- 씽
- 콩: 스컬 아일랜드
- 주먹왕 랄프 2: 인터넷 속으로(랄프 영어 목소리)
- 홈즈 앤 왓슨 - 왓슨 역
- 스탠 & 올리
- 시스터스 브라더스